# Ash (androide)
Ash es un personaje ficticio de la película de 1979 Alien: el octavo pasajero, interpretado por el actor Ian Holm; quien, a pesar de ser conocido en el Reino Unido como un actor de teatro, era en ese tiempo desconocido para los estadounidenses. Ash sirve como antagonista de la primera película. El personaje es el oficial científico del Nostromo, que rompe la cuarentena al permitir que Kane, un miembro de la tripulación, vuelva a bordo después de haber sido infestado por una forma de vida extraterrestre. Más tarde se descubre que Ash no es humano en absoluto, como parece, de hecho es un androide Hyperdyne Systems 120-A / 2: un agente encubierto que actúa bajo órdenes secretas de recuperar la forma de vida extraterrestre y considerar a la tripulación "prescindible".

## Desarrollo del personaje

### Alien: el octavo pasajero
Al comienzo de la película, Ash se describe como silencioso y lógico, y cumple escrupulosamente con las regulaciones de la compañía. Cuando la Nostromo descubre una señal en el LV-426, Ash se asegura de que la tripulación investigue, señalando que si no lo hace incurrirán en una pérdida total de sus remuneraciones, según los reglamentos de sus contratos. Ash originalmente afirma que el mensaje es indescifrable, pero después de aterrizar en LV-426, Ripley puede determinar que probablemente se trataría de una forma de advertencia y no un S.O.S. como se supuso anteriormente. Aun así, Ash la convence con éxito de que salir después de la búsqueda para advertirles sería inútil. Una vez que el grupo de búsqueda regresa, Ash rompe el protocolo de cuarentena (desobedeciendo a Ripley, el oficial de mayor rango de la nave entre los miembros de la tripulación que permanecen a bordo) y permite que el infectado reingrese a bordo, aparentemente por compasión, y luego se ve maravillado ante la criatura adherida a él.
Ripley sospecha de Ash como resultado de estas acciones. El capitán Dallas revela que Ash reemplazó al oficial científico regular de la embarcación dos días antes de que la nave partiese rumbo a la Tierra. Cuando Ripley descubre la verdadera razón del desvío del Nostromo al revisar la computadora principal, Ash la ataca, tratando de matarla forzando una revista pornográfica enrollada en su garganta con el objetivo de asfixiarla. En medio de su lucha, dos de los tripulantes sobrevivientes, Parker y Lambert, llegan y rescatan a Ripley. Ash es golpeado en la cabeza dos veces con un extintor de incendios, la primera vez causando un mal funcionamiento y la segunda decapitándolo. Cuando incluso eso no logra matarlo, se le electrocuta con una picana.
Su cabeza cortada se reactiva para que la tripulación sepa la verdad sobre la criatura. Ash obedece, revelando que la compañía lo infiltró para asegurarse de que la criatura fuera traída a la Tierra, y que la vida de la tripulación era prescindible. Después de informarles de todo lo que sabe sobre la criatura, Ash dice a la tripulación: "contáis con mi simpatía", con respecto a sus posibilidades de supervivencia. Ripley lo desenchufa y Parker incinera su cabeza con un lanzallamas.
La experiencia de Ripley con Ash la dejaron con una gran hostilidad hacia los androides, prueba de ello es su reacción para con Bishop en la secuela, Aliens.

### Alien: Out of the Shadows
A mitad de la novela, después de que Ripley escapó del Nostromo al final de Alien, la programación de Ash permaneció secretamente bajo control del Narcissus, la cápsula de escape de Ripley. Después de mantener la nave a la deriva durante treinta y siete años, detecta la llamada de socorro enviada por Marion y desvia la nave para interceptarla, esperando continuar con su misión de adquirir un espécimen del Xenomorfo para Weyland-Yutani. Poco después de llegar al Marion, Ripley se entera de la supervivencia de Ash y finalmente éste revela su identidad frente al grupo (la explicación de su cambio de voz -lo que ocurre sólo en la adaptación sonora del libro- siendo el terminal Seegson en el que se cargó). A lo largo del incidente a bordo del Marion y luego en el LV-178, Ash continua conspirando contra los sobrevivientes. Después de enterarse de que un miembro de la tripulación había sido impregnado con un Rompepechos (Chestburster), Ash planea la eliminación del resto de la tripulación, con la esperanza de que la tripulante infectada entraría en hipersueño a bordo del Narcissus, lo que le permitiría entregarla a ella y al embrión dentro de su cuerpo a la tierra. Sin embargo, la tripulante se suicida antes de que Ash logre ejecutar su plan.
Una vez frustrado su plan de recuperar un Xenomorfo, Ash, aparentemente demente por los años de soledad a la deriva a bordo del Narcissus, planea continuar su viaje con Ripley, con quien imagina haber desarrollado una conexión íntima. Sin embargo, antes de que el Narciso abandone el Marion, Ash finalmente es destruido cuando Hoop borra el programa de Inteligencia Artificial de la computadora central del transbordador, usando un virus informático. Al morir Ash, hace un último registro de misión a Weyland-Yutani, reflexionando para sí mismo que, dado que sus mensajes no habían llegado a Weyland-Yutani, había escrito el equivalente a un diario. Muerto Ash, Ripley deriva por el espacio durante otros veinte años antes de ser rescatada.

### Alien: Romulus
En la última entrega de la saga, Alien: Romulus, aparece un androide dañado llamado "Rook", que tiene el aspecto y la voz de Ash, recreado a partir del actor (el ya fallecido Ian Holm) original mediante CGI. Se sobreentiende que este androide, con el mismo aspecto que Ash y con su misma directiva principal, es un guiño de los creadores de esta película al personaje de Ash, sobre todo teniendo en cuenta que la misma se ubica temporalmente, en la ficción, entre Alien: el octavo pasajero (1979) y Aliens (1986).

## Análisis e interpretación

### Alteridad
Kaveney caracteriza al "robot amenazador" de Hill y Giler como un robot contra revisionista, de una época en la que la imagen del robot en la ciencia ficción estaba volviendo a su caracterización previa a Isaac Asimov de "un competidor de la humanidad que tarde o temprano se volvería contra nosotros o se haría pasar por humano y nos confundiría". La revelación de que Ash es, en palabras del tripulante Parker en el punto crucial de la escena de la pelea, "Un maldito robot", es un punto fundamental de la trama de la película, que obliga al público a una reinterpretación retrospectiva completa de todas sus acciones previas. Además, como observa Nicholas Mirzoeff, con Ash, Alien recapitula la idea central de Invasion of the Body Snatchers: "el monstruo más aterrador es el que se ve exactamente igual a otros humanos" y que "la réplica humana es casi tan amenazadora como el extraterrestre en sí mismo". De hecho, en un eco directo de Body Snatchers, cuando Ash es golpeado por primera vez en la cabeza, esto lo pone frenético y emite un chillido agudo, al igual que los alienígenas en Body Snatchers. Al igual que el organismo extraño en sí, Ash (y, de hecho, la computadora de la nave, llamada "Madre") se presenta como, en palabras de M. Keith Booker, un "modo distintivo de existencia inteligente que parece ajeno al nuestro", y es de hecho (si se cuenta el piloto muerto de la nave espacial estrellada) uno de los numerosos no humanos sensibles que la humanidad encuentra en la película.
Roz Kaveney creyó que la revelación de que Ash no es humano es "en cierto sentido no es una sorpresa". Sin embargo, es un sorprendente para los personajes de la película. Byers no está de acuerdo y menciona la revelación como una de las "escenas más impactantes" de la película, donde la diferencia de Ash con respecto a los otros tripulantes "se muestra como una diferencia no simplemente de grado", como la audiencia podría haber supuesto hasta ahora, "sino como una de clase". (Es Ash quien señala, al comienzo de la película, que sus contratos con la Corporación requieren, bajo la pena de pérdida total de emolumentos, que la tripulación investigue cualquier signo de vida inteligente. Es Ash, cuando aún no se ha revelado que es un androide, quien sigue la orden secreta n° 937 que indica "tripulación prescindible", aparentemente, en ese punto, leal a la Compañía incluso en la medida de sacrificar su propia vida). El desenmascaramiento de Ash lo muestra como un traidor, que ha estado trabajando en interés de la Compañía todo el tiempo, porque ha sido programado para hacerlo. Peor aún, la benevolente Corporación de antaño, que supuestamente ordena a sus tripulaciones rescatar a las naves espaciales que emiten señales de socorro, se revela como una entidad con fines de lucro, que no se preocupa en absoluto por las vidas humanas, y las considera materia de valor inherentemente no más alto que el de la máquina androide que programaron para capturar y devolver un espécimen del alienígena.

### Revelación
Thompson observa que, en retrospectiva, está claro que Ash está de hecho iniciando un análisis científico del alienígena para la Corporación, en estas escenas, en las que el bienestar de Kane es en gran medida irrelevante. Ash está actuando como la partera del organismo dentro de Kane. Está ansioso por monitorear la actividad de la partida de rescate, en contraste con su falta de emoción aparente en otros momentos, y viola el protocolo para asegurarse de que Kane, con el alienígena dentro de él, sea traído a bordo del Nostromo.

### Lealtad a la Corporación
Ash es, en palabras de Per Schelde, el "hombre perfecto de la Corporación". Refleja los puntos de vista de la Corporación y es su funcionario. Él es un oficial científico inhumano que carece de valores humanos, un ejemplo del estereotipo de "científico loco" o "doctor loco" de la ficción. Sin embargo, desde el propio punto de vista del personaje, según Mary Pharr, él no es ninguno de los dos. Es consciente de que es propiedad de la Corporación y se siente cómodo con su programación, confiado y decidido. No se preocupa por la tripulación humana de Nostromo ni por los humanos de la Corporación (quienes, según Pharr, habrían recibido una sorpresa muy desagradable si Ash hubiera tenido éxito en transportar al extraterrestre de regreso a la Tierra). Su interés está en "cotejar", recopilar conocimientos. Cuando Ripley y los demás miembros de la tripulación le ponen cabeza arriba para preguntarle cómo matar al alienígena, expresa su admiración por él. Es, dice, "un organismo perfecto" cuya "perfección estructural es igualada solo por su hostilidad". Admira la pureza de la criatura como" un sobreviviente, libre de conciencia, remordimiento o delirios de moralidad". Pharr cree que aquí Ash está, de hecho, describiendo su yo ideal.

### Metáforas y matices sexuales
Otros comentarios se centran más en las metáforas sexuales y los matices del personaje. Gerard Loughlin señala que el desempeño "sutilmente remilgado" del papel de Holm transmite una sensación de "alteridad" para Ash. Esto fue sugerido aún más por el material que nunca llegó a la película lanzada. Ridley Scott revela, en el comentario del DVD, la existencia de una escena eliminada donde los dos personajes femeninos discuten sobre Ash, donde descubren que ninguna de las dos ha tenido relaciones sexuales con él. "Nunca tuve la idea de que estaba particularmente interesado", afirma Lambert a Ripley. Loughlin observa que esto sugiere la homosexualidad de Ash, aunque se revela que es mucho más extraño que eso cuando intenta matar a Ripley con la revista pornográfica, un acto que es a la vez un eco de la forma en que el alienígena "abrazacaras" ("facehugger") infecta a sus víctimas, y un símbolo sexual de penetración fálica y violación por un androide que, incluso si tuviera un falo (que no se especifica en la película) probablemente no hubiera sido sexualmente funcional.
Thompson manifiesta la aseveración, también sostenida por Gallardo y Smith, de que el uso de Ash de la revista pornográfica contra Ripley "relaciona la pornografía con la violencia contra las mujeres", pero la niega, afirmando que esto analiza la escena en sí misma, sin tener en cuenta el contexto más amplio del resto de la película. Thompson señala que esta es una manera torpe e ineficiente de intentar matar a Ripley, como lo demuestra el hecho de que se toma el tiempo suficiente para que otros personajes puedan aparecer en la escena e intervenir. Thompson afirma que, en lugar de relacionarse con la pornografía y la naturaleza de la revista, el ataque de Ash está estructurado como lo hacen los cineastas para aludir a la infestación de sus víctimas por parte de los "abrazacaras" ("facehugger"), como observó Ash en una escena anterior donde Kane está siendo tomografiado. Aunque no es en sí mismo explícitamente sexual, sí involucra el ciclo reproductivo de la criatura. Thompson argumenta que Ash está aquí simplemente emulando a la criatura que tanto admira. Las instrucciones de la Corporación para Ash, argumenta Thompson, no establecieron explícitamente que matara a ningún miembro de la tripulación, y es posible que Ash hubiera adquirido sus nociones de la forma correcta de matar a un ser humano observando al alienígena. Thompson limita esta interpretación señalando que no es una a la que se llegue en una primera visualización de la película.

## Apariciones
- Alien (1979)
- Alien (novela) (1979)
- Alien: The Illustrated Story (1979)
- Aliens (1986)
- Aliens (novela) 1986)
- Aliens: Nightmare Asylum (novela) (1993)
- Alien: Out of the Shadows (novela) (2014)
- Alien: River of Pain (novela) (2014)
- Alien: Isolation (2014)
- Alien: The Weyland-Yutani Report (2014)
- Alien: Bug Hunt (novela) (2014)
- Alien: Romulus (2024)